# Анісімов Василь Семенович
Василь Семенович Анісімов (нар. 10 червня 1959, с. Балаклія, Смілянський район, Черкаська область, УРСР) — церковно-громадський діяч та публіцист, письменник, головний редактор журналу «Вісник прес-служби УПЦ МП», директор видавництва, заступник голови ГО «Путь православних», Заслужений журналіст України.

## Життєпис
Народився 10 червня 1959 року в с. Балаклія Смілянського району Черкаської області.
Навчався у Київському університеті ім. Шевченка, закінчив філологічний факультет у 1981 році. Згодом працював як консультант молодіжної студії при Спілці письменників України.
З 1987 року працював у газеті «Комсомольское знамя» (з 1991 року — «Независимость»), з 1989 року — як кореспондент, з 1990 року — як оглядач, з 1992 року — як завідувач відділу розслідувань.
Член Спілки журналістів України з 1991 року. Нагороджений золотою медаллю та І премією Київської спілки журналістів у 1995 році. Заслужений журналіст України з 1996 року.
У 2000—2001 роках — завідувач відділу політики та економіки видання «Наша газета +»..
З березня 2001 року — референт Настоятеля УПЦ МП, очолив пресслужба РПЦвУ, утворену замість Пресового департаменту при Управлінні справами РПЦвУ на чолі з Зоєю Гавриленко (діяв до 1996 року) та пресцентру Київської митрополії РПЦвУ, який очолював Станіслав Речинський, відомий як Святослав. Статус очолюваного Анісімовим синодального відділу «Пресслужба УПЦ МП» було затверджено постановою синоду УПЦ МП від 27 грудня 2002 року.
В 2001 році заснував сайт пресслужба УПЦ МП «Україна православна», редагувати який за дорученням Анісімова став священник Георгій Коваленко. 
У цей період у підпорядкуванні Анісімова стали працювати такі молоді фахівці з комунікацій і мас-медіа, як Рябкова-Комінко Юлія Миколаївна (1980 року народження, з Луганська), Свистун Володимир Онуфрійович (1982 року народження, уродженець м. Іваничі Волинської області), Андрущенко  Олександр Іванович (1982  року народження, родом з м. Світловодськ Кіровоградської обл.), та інші.
Ще один помічник Анісімова, літературний редактор його сайту – письменник Яровий Олександр Степанович, через свої «антимайданівські» та прокомуністичні погляди емігрував  2014  року до  Москви, там і помер 2018 року.
У квітні 2004 року після конфлікту з Коваленко, який став підпорядковуватися безпосередньо митрополиту Володимиру, Анісімов створив новий інтернет-сайт під назвою «Украина православная».
27 липня 2005 року зареєструвався як директор приватної компанії «Видавництво „Пресслужба УПЦ“ — товариство з обмеженою відповідальністю». Нову структуру було зареєстровано у селі Білогородка Києво-Святошинського району.
Рішенням Священного Синоду УПЦ сайт «Україна православна», редагований В. Анісімовим, перестав бути офіційним загальноцерковним органом Київської митрополії УПЦ МП. Офіційними органами УПЦ МП синод затвердив «Церковную православную газету» та сайт Orthodox.org.ua, редактором якого став Георгій Коваленко.. Також 18 квітня на засіданні Священного Синоду Української Православної Церкви у Києво-Печерській лаврі було вирішено підпорядкувати всі загальноукраїнські офіційні церковні засоби масової інформації Синодальному відділу «Місія духовної просвіти», на який покладено функції редагування і випуску офіційних загальноцерковних засобів масової інформації УПЦ МП: сайт orthodox.org.ua, всеукраїнська «Церковна православна газета» та журнал «Православний вісник», а також координація редакційних політик неофіційних та регіональних церковних ЗМІ, співпрацю зі світськими ЗМІ. До складу Синодального відділу включена пресслужба УПЦ під керівництвом Василя Анісімова.
Одночасно Анісімов продовжував наполягати на тому, що його пресслужба лишилась церковним органом, тому що з боку УПЦ МП не було відкликано благословення на його структуру та вона залишилась працювати в одному з приміщень Київо-Печерської Лаври. На даний час Анісімов й надалі редагує свій сайт, видаючи його за офіційний орган церкви, хоча єдиним офіційним сайтом УПЦ МП, відповідно до рішення синоду, є сайт www.orthodox.org.ua (головний редактор — ієрей Андрій Дудченко; відповідальний редактор — Олександр Андрущенко), а офіційним друкованим органом — «Церковна православна газета». Прессекретар Предстоятеля УПЦ є прот. Георгій Коваленко. Функції прес-служби УПЦ, за наполяганнями владики Олександра (Драбинка) мали перейти до Канцелярії Київської митрополії та Синодального інформаційно-просвітницького відділу УПЦ, який очолив колишній підлеглий Анісімова, прот. Георгій Коваленко. Але жодного рішення, у якому було б це прописано, не прийнято до сьогодні. У 2009 р. невизначеність статусу прес-служби Анісімова констатував сам секретар предстоятеля РПЦвУ владика Олександр Драбинко: «Статус структури, яку очолює Василь Семенович Анісімов, уточнюється»..
В той же час патріарх Кирил 29 липня 2009 р. у Трапезному храмі у Свято-Успенській Києво-Печерській Лаврі нагородив Василя Анісімова Орденом РПЦ Преподобного Сергія Радонезького.
22 січня 2010 р. з благословення митрополита Володимира у Свято-Успенській Києво-Печерській Лаврі відбулися урочистості, присвячені виходу у світ ювілейного (сотого) номери «Вісника прес-служби УПЦ МП», головним редактором якого з часу заснування у 2001 р. лишався Анісімов.
Пресові структури Коваленка та Анісімова лишились конкуруючими групами всередині УПЦ МП, що з 2012 р. оспорюють «офіційність» одна одної, хоча й визнаються церковним священноначаллям, а також інколи мають різні погляди на одну проблематику. В 2011 р. митрополит Володимир повторив свою точку зору щодо того, що сайт Анісімова не є офіційним церковним органом, але щодо його прес-служби жодних уточнень так й не було.
В той же час митрополит Володимир не відкликав свого благословення, даного на сайт Анісімова у 2001 р., як церковного органу. Не вирішився й до сьогодні остаточно й статус прес-служби Анісімова, яка у 2008 р. була включена до складу Синодального відділу «Місія духовного просвітництва», але при цьому зберегла певну самостійність та залишалась політизованою.

## Публіцистична та церковно-громадська діяльність
Творча діяльність Василя Анісімова ділиться на три частини.
Перш за все, він відзначився, як автор чисельних публікацій по соціальним, правовим, економічним та політичним питанням Чорнобильської катастрофи. Нагороджений премією міжнародної Асоціації журналістів, що пишуть на чорнобильські теми, та орденом «Союзу Чорнобиль України» «За гуманізм».
Другий напрямок роботи — це журналістика розслідувань. Анісімов — автор резонансних матеріалів про зловживання та корупцію в вищих органах влади. Представляв Україну на міжнародних форумах журналістів по цій проблематиці. За творчі досягнення нагороджений «Золотою медаллю» Київського Союзу журналистів (1996).
Третій напрямок роботи, яким Анісімов почав займатися, починаючи з 1992 року — це проблематика церковно-державних та міжконфесійних стосунків в Україні. На цю тему ним було написано понад 100 статей, опублікованих в українських та російських періодичних виданнях, а також видано 9 книг його авторства російською мовою: «Истинный лик филаретовского патриархата» (в трех книгах, 1998—1999), «К истории автокефального и филаретовского расколов» (2002), «Церковь времен оранжевого двоеверия» (2007), «Украина: выбор веры, выбор судьбы: сборник статей и интервью» (2007), «Патриарх единства» (2009), «В кругах левиафана: Православная Церковь и Украинская держава» (2009), «Тернии Второго Крещения» (2010), «Самосвятские расколы в Украине» (2010), «Скованные одной ложью» (2010).
Нагороджений орденами УПЦ МП: Преподобного Нестора Літописця та Рівноапостольного князя Володимира.
У 2001 р. обраний заступником голови Всеукраїнської громадської організації «Путь православних».
У 2005—2007 роках Анісімов засуджував зближення архієпископа Олександра (Драбинка) з Президентом Віктором Ющенком, його часті контакти з тогочасним главою Державного секретаріату Віктором Балогою.
В 2008 р. Анісімов заявив, що церква помиляється, вважаючи Голодомор геноцидом.
У 2009 р. проявив активність у висвітленні візиту Патріарха РПЦ Кирила (Гундяєва) в Україну, за що отримав з боку останнього позитивний відгук.
У 2014 році архієпископ Климент (Вечеря) заперечив факт існування окремої прес-служби Василя Анісімова в структурі УПЦ. .
Тим не менш, у 2019 році Анісімов, як один зі спікерів УПЦ, представлений як редактор сайту "Украина православная", отримав орден святого рівноапостольного князя Володимира 1-ого ступеня від митрополита Онуфрія. .
У 2020 році в бесіді на радіо "Радонеж" висловився за надання російській мові в Україні особливого статусу. .
20 жовтня 2021 року Анісімов виступав під Москвою на заході РПЦ. Він висловлював жаль про «захоплення храмів розкольниками».